# Српска православна црква Благовести у Крњешевцима
Српска православна црква Благовести у Крњешевцима је подигнута 1822. године и представља споменик културе од великог значаја.

## Изглед
Црква у Крњешевцима је посвећена је Благовестима Богородице, саграђена по склопљеном уговору Црквене општине о градњи цркве са Карлом Каскијем, војним зидарским мајстором из Петроварадина. У Сремској архидијецези тог времена велики углед уживали су војни инжењери, архитекти и мајстори зидари. Срби су их често ангажовали за изградњу и својих храмова и профаних грађевина. Благовештењска црква класицистичких стилских одлика је једнобродна грађевина са полукружном олтарском апсидом на истоку и звоником издигнутим изнад западног дела храма.
Над олтаром је сегментни, шкољкасти свод а полуобличасти сводови надвишавају простор наоса. Хоризонтално рашчлањавање фасада изведено је помоћу сокла и поткровног профилисаног венца. Наглашен је вертикализам грађевине низом пиластара и дубоких полукружно завршених ниша. Звоник, фланкиран једноставним забатом, рашчлањен је по хоризонталама кордонским профилисаним венцима, а углови плитким пиластрима украшеним капителима. На врху звоника је шестострана пирамида с крстом. Класицистичку резбарију иконостаса радио је Максим Лазаревић између 1837–1839. године. Сликање икона, позлаћивање и марморирање иконостаса и осликавање зидова храма поверено је 1846. године Петру Чортановићу. Он је осликао и тронове у храму.
Конзерваторско-рестаураторски радови на цркви извођени су 1983. године.